# Ananthura rigida
Ananthura rigida är en kräftdjursart som beskrevs av Nunomura 1976. Ananthura rigida ingår i släktet Ananthura och familjen Antheluridae. Inga underarter finns listade i Catalogue of Life.